# Alagwa
Alagwa (Alagwaisa, auch bekannt als Alaagwa’isa, Alagwase, Alawa, Asi, Chasi, Hhagiree, Kialagwa, Kichase, Uassi, Waasi und Wasi) ist eine südkuschitische Sprache, welche von 53'000 Personen im Kondoa-Distrikt in Tansania gesprochen wird.
Die Standardschrift ist die lateinische Schrift.
In den meisten Dörfern, welche von Sprechern des Alagwa bewohnt werden, findet eine islamische Erziehung statt, weshalb manche Kinder Arabisch und Swahili fließender beherrschen als Alagwa.